# 岸本祐二
岸本 祐二（きしもと ゆうじ、1970年7月31日 - ）は、日本の元俳優。沖縄県那覇市出身。

## プロフィール
沖縄県内でスポーツ校として知られる興南高校卒業。日本テレビ開局40年記念イベント「第1回ミスター日本グランプリ」準グランプリ獲得。グランプリの川井博之ともう一人の準グランプリの金井茂とのユニット『世紀末御三家』として芸能界デビューした。
名前の岸本「祐二」（本名）を「裕二」に改名している。

## 主な出演作品

### テレビドラマ
- 将軍の隠密!影十八（1996年、テレビ朝日） - 音次郎 役
- 暴れん坊将軍IX 第34話（1999年、テレビ朝日） - 柘植の才蔵 役
- すずらん（1999年、NHK） - 本城啓太郎 役
- 十津川警部シリーズ シベリア鉄道殺人事件（1999年12月27日、TBS） - 長谷部功 役
- 火曜サスペンス劇場 身辺警護6（2000年11月14日、日本テレビ） - 安永慶三 役
- 水戸黄門第29部 - 第31部（2001年 - 2003年、TBS / C.A.L） - 佐々木助三郎 役
- 名探偵・金田一耕助シリーズ31（2004年4月26日、TBS） - 伊澤徹郎 役
- スウとのんのん（2005年、TBS） - 豊上正宗 役
- こちら本池上署5 第5話（2005年7月11日、TBS） - 後藤幸一 役
- 土曜ワイド劇場 橘京子の調査報告書（2005年10月15日、テレビ朝日） - 浜崎豊 役
- 打姫オバカミーコ 第1 - 6話（2006年、MONDO21） - 波溜晴 役
- 風の果て（2007年、NHK）
- 刺客請負人 第2・5話（2007年7月27日・8月17日、テレビ東京） - 高田郡兵衛 役
  - 刺客請負人2 第5話（2008年8月22日、テレビ東京）

### 映画
- BE-BOP-HIGHSCHOOL（1994年、東映） - 主演・中間徹
- 大失恋。（1995年、東映） - 達也
- 人造人間ハカイダー（1995年、東映） - 主演・リョウ
- 復讐の帝王（1995年、シネマパラダイス） - 東海俊太郎
- JUNK 死霊狩り（2000年、ジャパンホームビデオ） - 仲田
- 京浜抗争史外伝 最後の組長（2000年、ジャパン・アート） - 松井亮
- スリ（2000年、アートポート） - 新井 役
- 親父（2006年、チェイスフィルムエンタテインメント） - 山城組幹部
- 病葉(わくらば)流れて（2008年）
- 逢えてよかった（2010年、M'sワールド）

### オリジナルビデオ
- 最後の馬券師2（1994年、ケイエスエス）
- 用心坊 極道狩り（1994年、東映ビデオ） - 主演
- BE-BOP-HIGHSCHOOL Vシネマ第1期 全12作（1996年 - 1997年、東映ビデオ） - 主演・中間徹
- 新・キタの帝王（1996年、ミュージアム） - 主演・本堂俊介
  - キタの帝王 闇の咆哮（1997年、ミュージアム）
- 新・ピイナッツ（1997年、ナック / ポニーキャニオン） - 主演・速水健
  - 新・ピイナッツ2（1998年、ナック / ポニーキャニオン）
- 鉄と鉛 STEEL&LEAD（1997年、東映ビデオ）
- 難波金融詐欺 史上最悪の兄弟（1998年、ケイエスエス） - 主演・赤城大二郎
  - 難波金融詐欺 史上最悪の兄弟 慰謝料奪取（1999年、ケイエスエス） - 主演・赤城大二郎
- 平成残侠伝 獅子が哭く!（1998年、東映ビデオ） - 秋葉吾郎の弟鋭二
- 組織暴力 流血の仁義（1999年、東映ビデオ）
  - 組織暴力 流血の仁義2（1999年、東映ビデオ）
- デコトラ・パチンカー ヒットマンに確変の花束を（1999年、ベンチャーフィルム / レジェンド・ピクチャーズ）
- ごろつき稼業仕事人サブ（2000年、東映ビデオ）
- 疵5 血の鎮魂歌（2001年、東映ビデオ）
- 極悪 人間魚雷ブルース（2001年、ミュージアム） - 鮫島一家一色組組員
- 日本抗争烈島 牙の如く（2001年、東映ビデオ）
- 実録・関東やくざ抗争史 松田組（2005年） - 関東松田組 草場金治
- 白竜 シリーズ（2006年） - 黒須組若頭補佐 田代輝人
- 新・首領への道3（2008年） - 太刀川組組員（大島誠一郎の運転手） ソウマヒロヤ
- 新・首領への道4（2009年） - 太鶴連合会理事長補佐 ソウマヒロヤ
- 東京NEO魔悲夜1,2,3（2008年 - 2009年） - 初代山龍組若頭付 岩神組幹部 友田弘志
- 喧嘩高校軍団 特攻!國士義塾VS.朝高（2009年） - 國士義塾高校教師 黒瀬
- 修羅の統一（2009年） - 栄一家 林田稔（→銀城会二代目谷川一家堀内組）
- 修羅の統一 完結編（2009年） - 銀城会二代目谷川一家 堀内組若頭 林田稔

### 舞台
- 卒塔婆小町
- 双頭の鷲